# Bastrop (Louisiana)
Bastrop város az USA Louisiana államában. Lakosainak száma 9691 fő (2020. április 1.).

## Népesség
A település népességének változása:
| Lakosok száma | 11 365 | 10 023 | 9691 |
|               | 2010   | 2019   | 2020 |